# Archidiocèse de Varsovie
Pour les articles homonymes, voir Diocèse de Varsovie.
L'archidiocèse de Varsovie (en latin : Archidioecesis Varsaviensis, en polonais : archidiecezja warszawska) est un des 14 territoires ecclésiastiques catholiques de Pologne. Son siège se trouve à Varsovie. Il a été érigé en diocèse le 16 octobre 1798 et élevé au rang d'archidiocèse le 30 juin 1818. Depuis 2024, son évêque est Adrian Joseph Galbas (en).
Ses diocèses suffragants sont le diocèse de Płock et le diocèse de Varsovie-Praga.

## Territoire

Carte des archidiocèses et diocèses polonais.

L'archidiocèse couvre 3 350 km² dans la voïvodie de Mazovie. Seule la partie de la ville de Varsovie située à l'ouest de la Vistule appartient à l'archidiocèse, tandis que celle située à l'est de la rivière est sous la juridiction du diocèse de Varsovie-Praga. 
Le territoire est divisé en 25 doyennés et 214 paroisses. La cathédrale de l'archidiocèse est dédiée à Saint-Jean-Baptiste. Elle fut construite au XIVe siècle, plusieurs fois remaniée, et détruite par l’occupant allemand au cours de la Seconde Guerre mondiale, en 1944. Le bâtiment actuel, construit après la guerre, se veut une imitation de l’église gothique originale.
Outre la cathédrale, le territoire comprend deux autres basiliques mineures : la basilique de la Sainte-Croix et celle de l'Immaculée-Conception. 
Le sanctuaire Saint-André-Bobola de Varsovie, qui héberge les restes de saint André Bobola, l’un des patrons de la Pologne, est reconnu sanctuaire national par la Conférence épiscopale polonaise depuis 2007 ou 2008 avec une confirmation en 2011.

## Histoire
Le diocèse a été fondé le 16 octobre 1798 par la bulle Ad universam agri Dominici curam du pape Pie VI, et élevé au rang d'archidiocèse le 12 mars 1818 par la bulle Militantis Ecclesiae regimini de Pie VII. Le 30 juin 1828, il reçut le rang de province ecclésiastique. De 1946 à 1992, il a été en union avec l'archevêché de Gniezno.
Lors de la restructuration des évêchés polonais en 1992 (constitution apostolique Totus Tuus Poloniae Populus du 25 mars), cette union a été dissoute et il a cédé de la surface aux nouveaux évêchés de Łowicz et Varsovie-Praga. Il est l'un des rares diocèses (avec Rome, Essen et New York) à ne pas englober la totalité de la ville (actuelle) dont il porte le nom ; le reste de celle-ci constituant le diocèse de Varsovie-Praga. Au début, les diocèses de Łódź et de Łowicz faisaient encore partie de la métropole. Cependant, Łódź est devenu lui-même siège métropolitain en 2004 avec Łowicz comme suffragant.

## Archevêque de Varsovie
À la suite de la démission brutale de Stanisław Wielgus en janvier 2007, Józef Glemp fut nommé administrateur apostolique, jusqu'à la nomination de Kazimierz Nycz, ancien évêque de Koszalin-Kolobrzeg, le 3 mars 2007. Celui-ci démissionne le 4 novembre 2024, et il est remplacé par Adrian Joseph Galbas (en). 

## Source
- (en) Gabriel Chow, « Metropolitan Archdiocese of Warszawa » [« Archidiocèse métropolitain de Varsovie »], sur gcatholic.org (consulté le 22 octobre 2023).